# Catania
Catania (egykori nevén: Catăna vagy Catĭna; görög: Κατάνη, latin: Catana) olasz város Szicília szigetének keleti partján. A város a Jón-tengerre néz, hasonlóan mint Messina és Siracusa. Ez Catania megye székhelye, 2013-ban 290 500 fő élt a városban. Catania Szicília második legnagyobb városa, a 10. legnagyobb Olaszországban, és ez a legnagyobb olasz város anélkül, hogy egy régió székhelye volna. A város lakossága a magas munkanélküliség és az elvándorlás miatt az elmúlt évtizedekben folyamatosan csökkent.

## Éghajlat
Catania mediterrán éghajlattal rendelkezik. A nyár rendszerint száraz és forró, júniustól szeptemberig bármikor előfordul hőhullám, ami miatt 40-45 °C-os hőmérséklet van. Hónapokig nincs csapadék, a legtöbb csapadék október és március között szokott lenni, ekkor előfordul medikán, ami miatt hirtelen, nagy mennyiségű csapadék hullik. Télen ritkán megy fagypont alá a hőmérséklet. A hó szokatlan a városban, hiszen az Etna fizikai akadályt képez a hideget hozó északi szeleknek, emiatt főleg ott szokott lenni hó illetve a magasabban fekvő városrészeken egy-egy hófuvás fordul elő. Utoljára 2019-ben volt vékony hótakaró a városban, komolyabb havazás 1988-ban.
| Hónap                         | Jan. | Feb. | Már. | Ápr. | Máj. | Jún. | Júl. | Aug. | Szep. | Okt. | Nov. | Dec. | Év   |
| ----------------------------- | ---- | ---- | ---- | ---- | ---- | ---- | ---- | ---- | ----- | ---- | ---- | ---- | ---- |
| Átlagos max. hőmérséklet (°C) | 15,8 | 16,4 | 17,8 | 20,3 | 24,2 | 28,3 | 31,7 | 32,0 | 29,1  | 24,7 | 20,3 | 16,8 | 23,2 |
| Átlaghőmérséklet (°C)         | 11,6 | 12,0 | 14,2 | 16,3 | 18,1 | 22,0 | 25,1 | 25,6 | 23,1  | 19,2 | 16,0 | 12,8 | 18,0 |
| Átlagos min. hőmérséklet (°C) | 8,3  | 8,4  | 10,5 | 12,3 | 14,6 | 16,6 | 18,5 | 19,2 | 17,1  | 13,7 | 11,7 | 9,7  | 13,4 |
| Átl. csapadékmennyiség (mm)   | 74   | 52   | 46   | 35   | 19   | 6    | 5    | 9    | 45    | 106  | 62   | 86   | 545  |
| Havi napsütéses órák száma    | 112  | 124  | 166  | 191  | 231  | 281  | 315  | 280  | 242   | 186  | 162  | 135  | 2427 |
| Forrás: Hong Kong Observatory |      |      |      |      |      |      |      |      |       |      |      |      |      |

## Közigazgatási beosztás

Catania kerületei

A város 10 kerületre (Municipalità) van felosztva: 
- I. Centro (központ)
- II. Ognina – Picanello
- III. Borgo – Sanzio
- IV. Barriera – Canalicchio
- V. San Giovanni Galermo
- VI. Trappeto – Cibali
- VII. Monte Po – Nesima
- VIII. San Leone – Rapisardi
- IX. San Giorgio – Librino
- X. San Giuseppe La Rena – Zia Lisa

## Általános ismeretek
Catania Szicília keleti részén, az Etna lábánál fekszik. A város alatt fut az Amenano földalatti folyó, mely csak egy ponton bukkan a felszínre.
A város ősének pontos alapítása nem ismert. Az ókori görög Naxosz gyarmata volt, a görög időkben Siracusa ellenfele. Majd Róma első, jelentős hódítása volt Szicíliában. Ekkor kapta a Catana nevet.
A város életét és fejlődését a ki-kitörő vulkán uralta. Kétszer érte pusztító földrengés, 1169-ben és 1693-ban. 1669-ben a lezúduló forró láva akkora pusztítást végzett, hogy a II. Frigyes német-római császár építtette Ursino-palota a földdel vált egyenlővé. Egy 1700-ban kifejlesztett rácsozatrendszer segítségével a kiömlő láva egy részét építőanyagként hasznosítják. A városban számos építmény áll, amelyet fekete tufából készítettek.
A Bellini-kertek, amely a tolongás és az utcai forgalom elől menekülni vágyóknak kellemes kikapcsolódást kínál, a városban született Vincenzo Bellini komponistáról kapta a nevét.
Catania ma Palermo után Szicília második legfontosabb gazdasági és ipari központja. Élelmiszeripari, petrolkémiai-, könnyűgép-ipari és kulturális központ.

## Demográfia
Catania északi része sűrűn lakott, míg a déli része inkább ipari, kereskedelmi terület és a nemzetközi repülőtér található ott. Az 1960-as évek óta erős kontraurbanizáció figyelhető meg, amikor is mintegy 400 ezer lakos kitelepült a környékbeli kisvárosokba, falvakba. Így növekedett a népesség Aci Castello, Aci Catena, Gravina di Catania, Mascalucia, Pedara, Trecastagni, Misterbianco, San Giovanni la Punta, San Gregorio di Catania, San Pietro Clarenza, Sant'Agata li Battiati, Tremestieri Etneo és Valverde településeken. Ezekkel együtt 600 ezer lakos van, 1885,9 fő/km²-es népsűrűséggel.
Az agglomeráció része a távolabb levő Acireale, Paternò és Belpasso települések, amikkel már majdnem 700 ezer lakos él.
1986 óta létezik a Catania-i nagyvárosi övezet, aminek 765 ezer lakosa, 805,15 fő/km²-es népsűrűséggel Szicília legsűrűbben lakott területe.
| 2019 | 311 584 |

### Vallási élet

#### Kereszténység
A városban az 1. század óta komoly hagyománya van a kereszténységnek. A város védőszentje Szent Ágota, az ő tiszteletére minden év február 3 és 5-e között ünnepséget szerveznek a városban. Az ünnepség nem csak vallási, hanem népi hagyományokon is alapul.
A római katolikusok mellett valdens, protestáns, evangélikus és ortodox felekezet is képviselteti magát.

#### Zsidóság
A városnak két zsinagógája működik. Az egyik a Giudecca-negyedben, ami a történelmi zsidó negyede Cataniának illetve a via Santa Maria della Catenán, amely a Bencés-kolostortól nem messze található.

#### Iszlám
A városban három mecset működik. Az egyiket 1980-ban építették újra, a másikat 2012-ben építették újjá, ami a Catania-i kikötő közelében található Dél-Olaszország legnagyobb mecsetjeként.

## Nevezetességek

### Vallási építészet
- Cataniai székesegyház
- Szűz Mária-templom
- Assisi Szent Ferenc-templom
- Nursiai Szent Benedek-templom
- Szent Domonkos-templom
- Szent Miklós-templom
- Szent Placidus-templom
- Boldog Mária-kegyhely
- Lellisi Szent Kamill-templom
- Szent Klára-templom
- Thienei Szent Kajetán-templom
- Ávilai Nagy Szent Teréz karmelita templom

### Műemlékek
- Ursino Kastély
- Elefántok Palotája
- Biscari Palota
- Tezzano Palota
- Garibaldi-kapu, diadalív, eredeti nevén Porta Ferdinandea, amivel I. Ferdinánd nápoly-szicíliai király és Mária Karolina főhercegnő házasságát ünnepelték
- Teatro Massimo Bellini
- Bellini-kert
- Római amfiteátrum

## Oktatási intézmények
A város híres egyeteme az Università degli Studi di Catania, amelyet 1434-ben alapítottak. Az intézmény Szicília legrégebbi egyeteme, melynek 12 egyetemei kara és több mint 62 ezer hallgatója van beleértve a posztgraduális képzésben résztvevő hallgatókat is. A Scuola Superiore főleg doktori képzése miatt híres, az Istituto Musicale Vincenzo Bellini (Vincenzo Bellini Zenei Intézet) a város legfőbb zeneakadémiája, illetve a Cataniai Szépművészeti Akadémia (Accademia Belle Arti di Catania)  a város legjelentősebb képzőművészeti akadémiája.

## Gazdaság
Catania Szicília kereskedelmi és ipari csomópontja. A város híres a petrolkémiai iparáróé és a kénkitermelésről.
A számos problémája ellenére Catania ma nem csak Szicília, hanem Dél-Olaszország legdinamikusabb gazdasága. Még mindig jelentős a mezőgazdaság és az ipari szektor jelenléte. Emellett az Etna közelsége miatt kiemelten fontos szerepet játszik a nemzetközi turizmus a város életében. Emellett számos vegyi- és gyógyszeripari vállalat jelenléte is fontos szerepet játszik a város gazdaságában. Az elmúlt években olyan, a város gazdaságára jelentős hatást gyakorló beruházásokat valósítottak meg mint az Etnapolis bevásárlóközpont. Utóbbi Massimiliano Fuksas építész tervei alapján készült, aki a FieraMilano, Milánó nemzetközi vásárnegyedét is tervezte. Hasonló nagy beruházásként jött létre, az Etna Valley, ahol IT vállalatok vannak jelen, a Szilícium-völgy példájára hozták létre. Olyan nagyvállalatok központjai találhatók itt, mint a STMicroelectronics, Nokia, Vodafone, IBM, Alcatel, Nortel, Berna, Coca-Cola és a Pfizer.

## Politika
A város hagyományosan jobboldali beállítottságúnak tekinthető Olaszországban. 1952 és 1992 között – kisebb megszakításokkal – a városvezetés élén kereszténydemokrata párti polgármester volt , akit ekkoriban a városi képviselő-testület választott meg.
1993 óta közvetlenül választják meg Olaszországban a polgármestereket a helyhatósági választásokon. Az alábbi polgármesterek voltak:
- Enzo Bianco – 1993-2000 – eleinte a szociálliberális Demokrata Szövetség, majd az Olajfa részeként.
- Umberto Scapagnini – 2000-2008 – Forza Italia majd Szabadság Háza
- Raffaele Stancanelli – 2008-2013 – Szabadság Népe
- Enzo Bianco – 2013-2018 – Demokrata Párt
- Salvo Pogliese – 2018 óta – Olaszország Fivérei

## Közlekedés

### Távolsági közlekedés
A város rendelkezik kereskedelmi kikötővel, nemzetközi repülőtérrel, illetve vasúti pályaudvarral, emellett Catania Szicília vasúthálózatának csomópontja.
Cataniánál találkozik a Messinát Cataniával és Siracusával összekötő A18-as és Cataniát Palermóval összekötő A19-es autópálya.

### Közösségi közlekedés
A város számos buszjárattal és egy metróvonallal rendelkezik. A metrót 1999-ben adták át a forgalomnak.

## Galéria

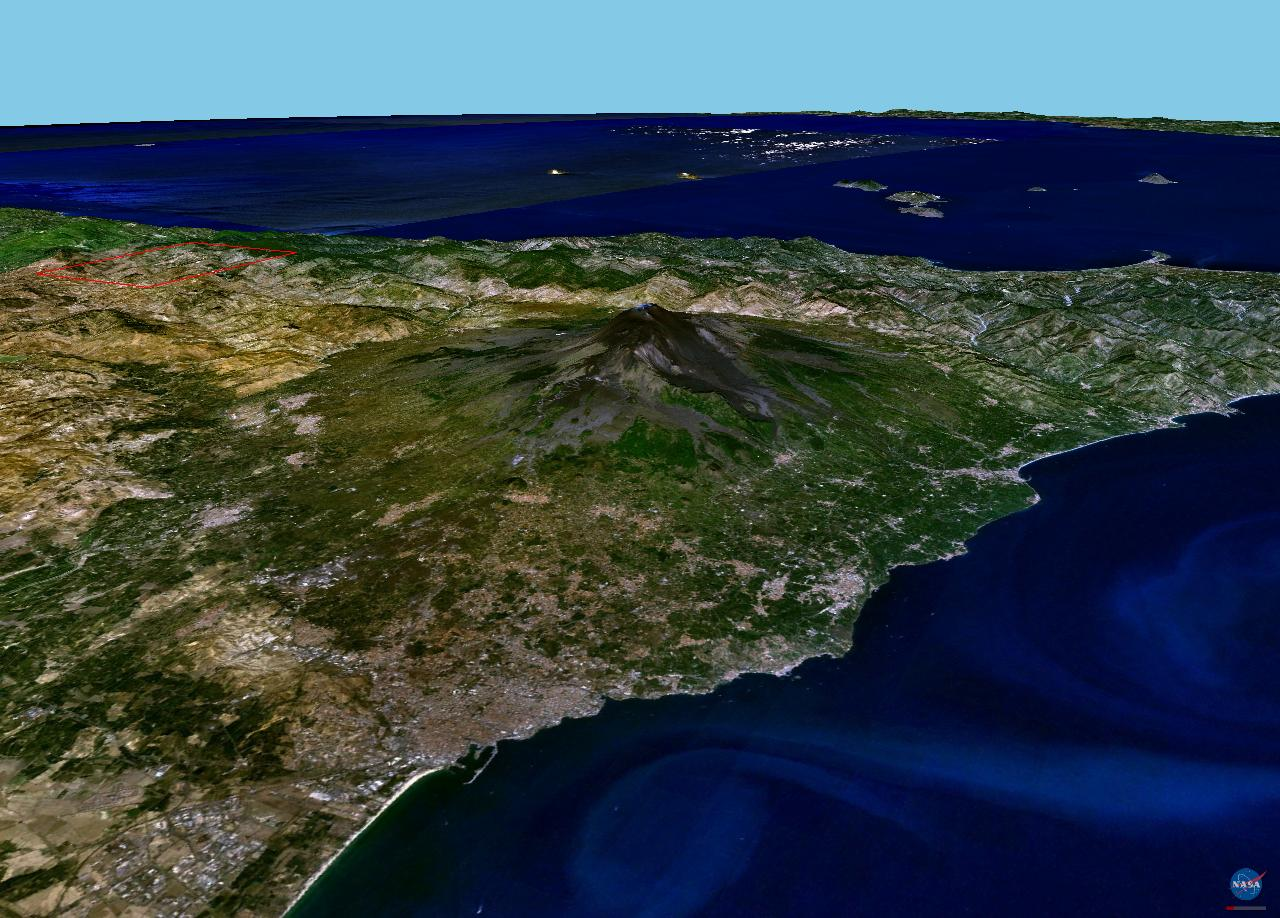
Catania és az Etna műholdas képe
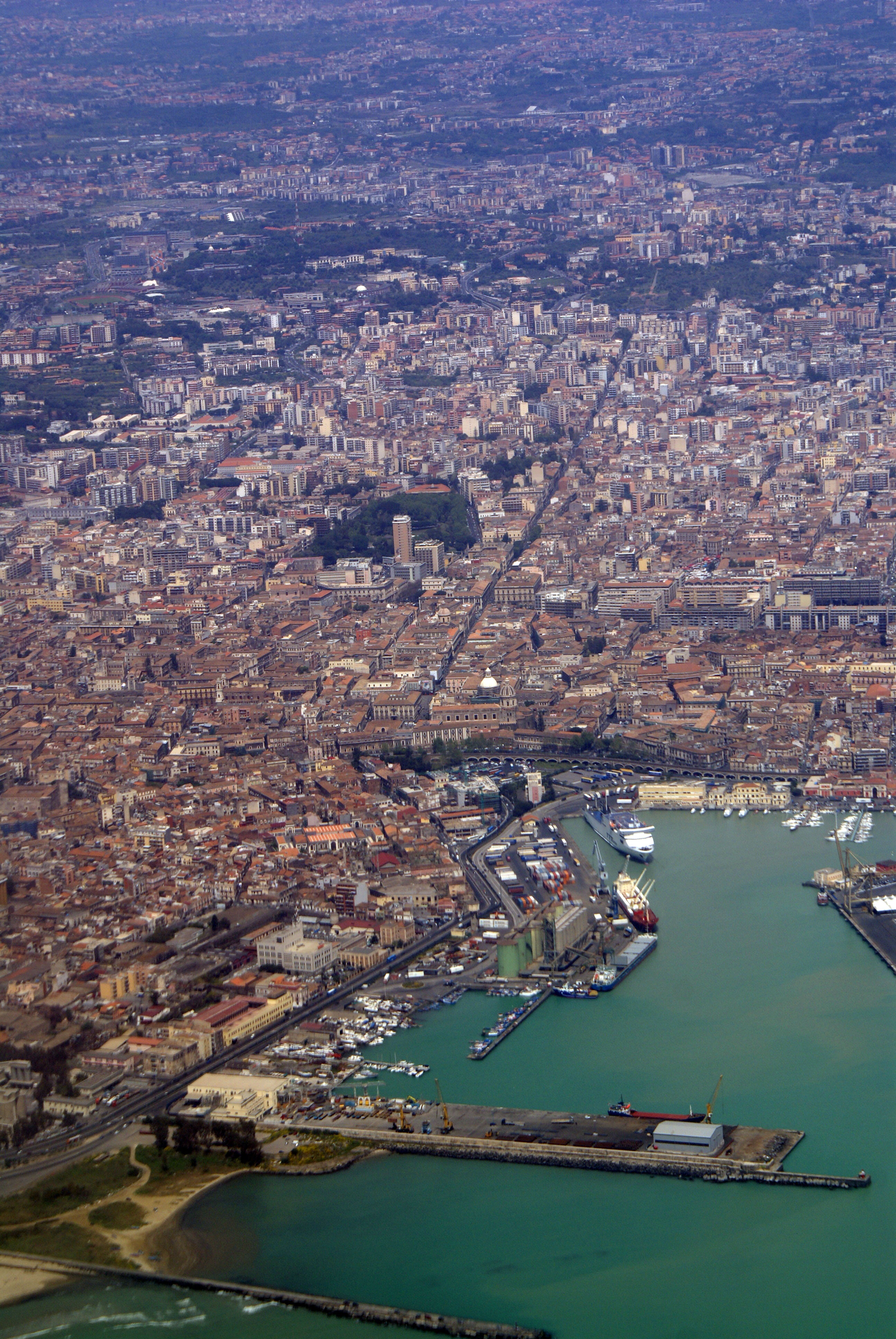
Catania belvárosának légifotója
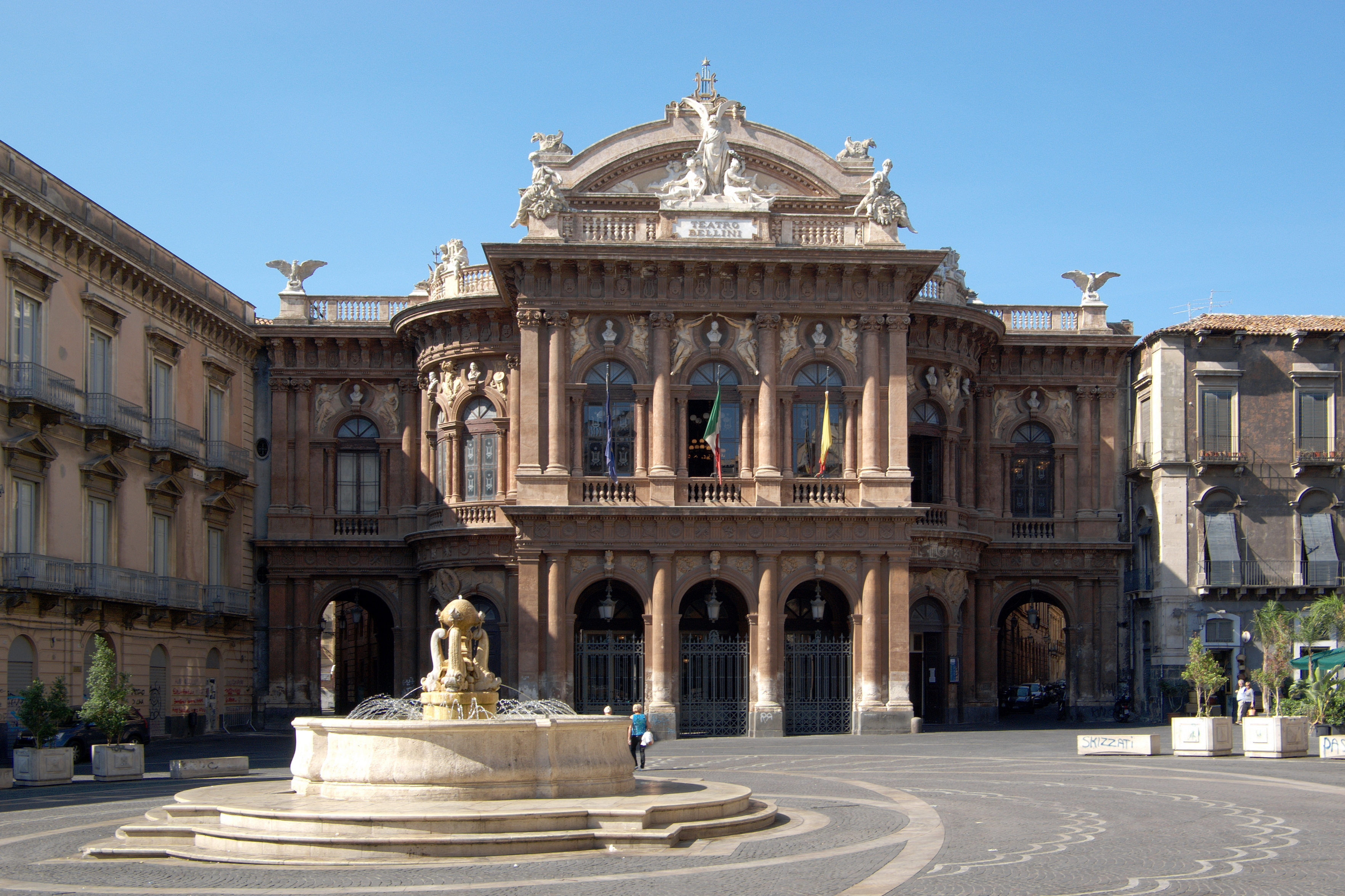
Bellini színház
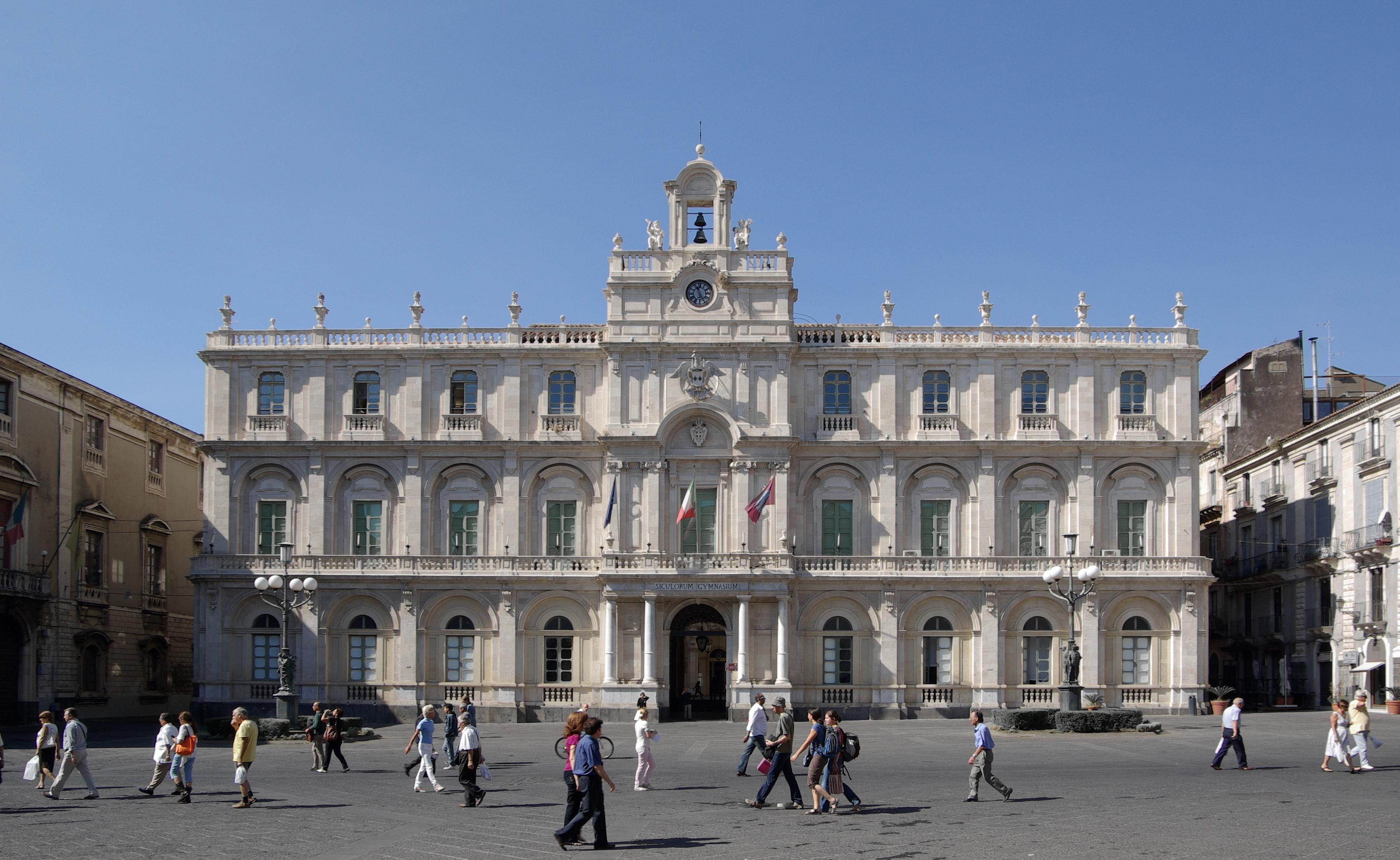
Palermo egyetem
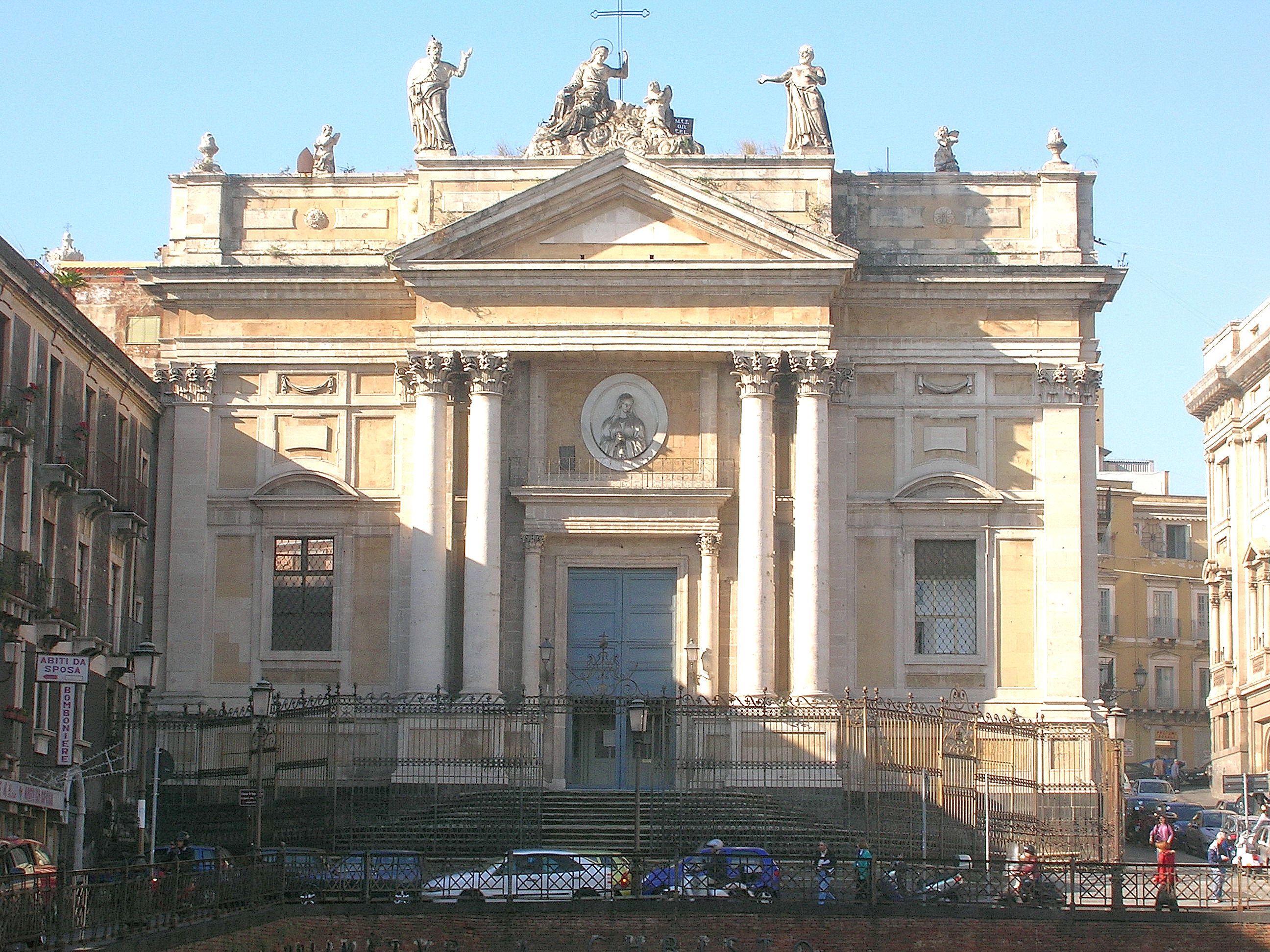
Sant'Agata alla Fornace o San Biagio templom
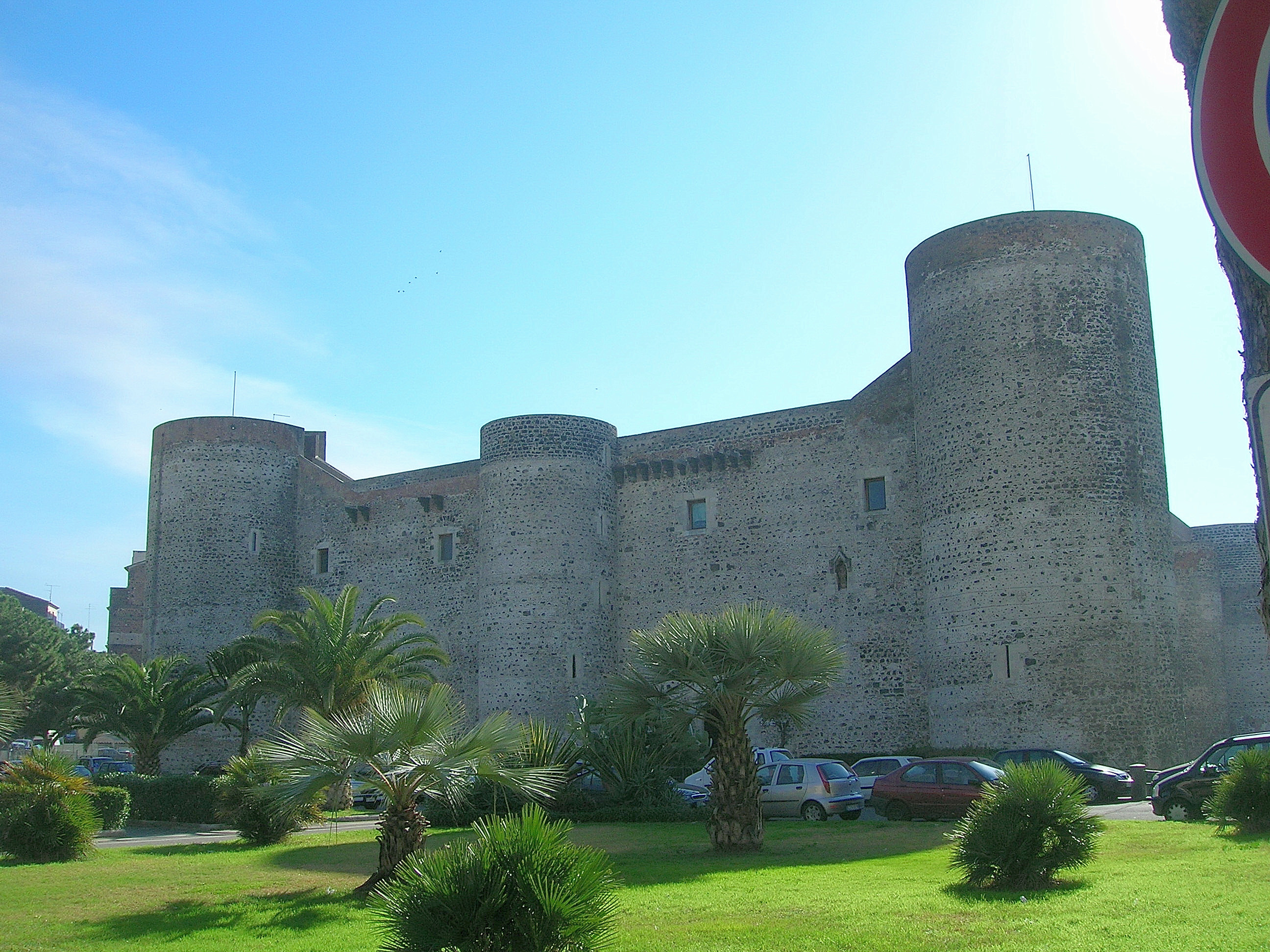
Castello Ursino
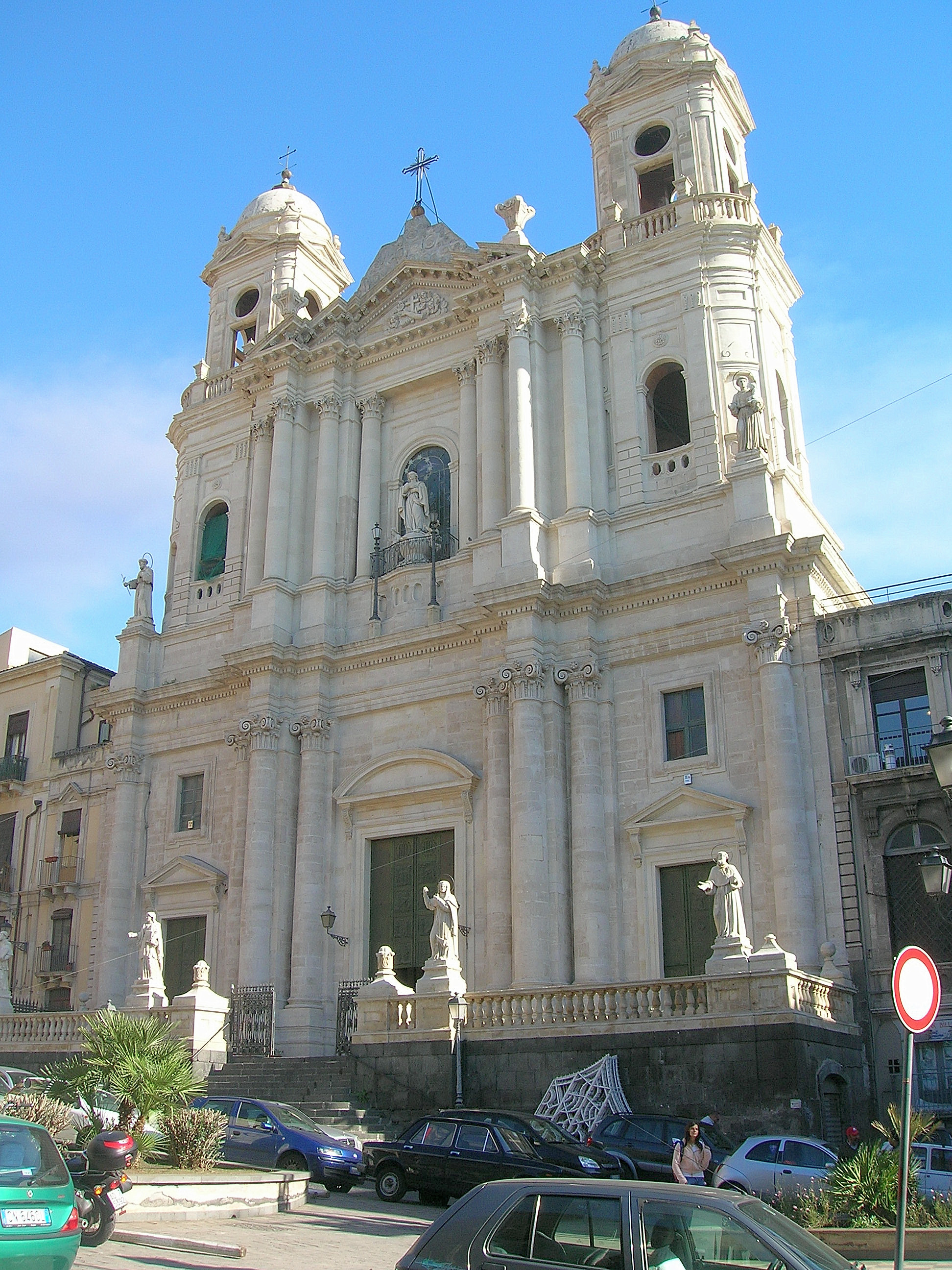
San Francesco d'Assisi all'Immacolata templom
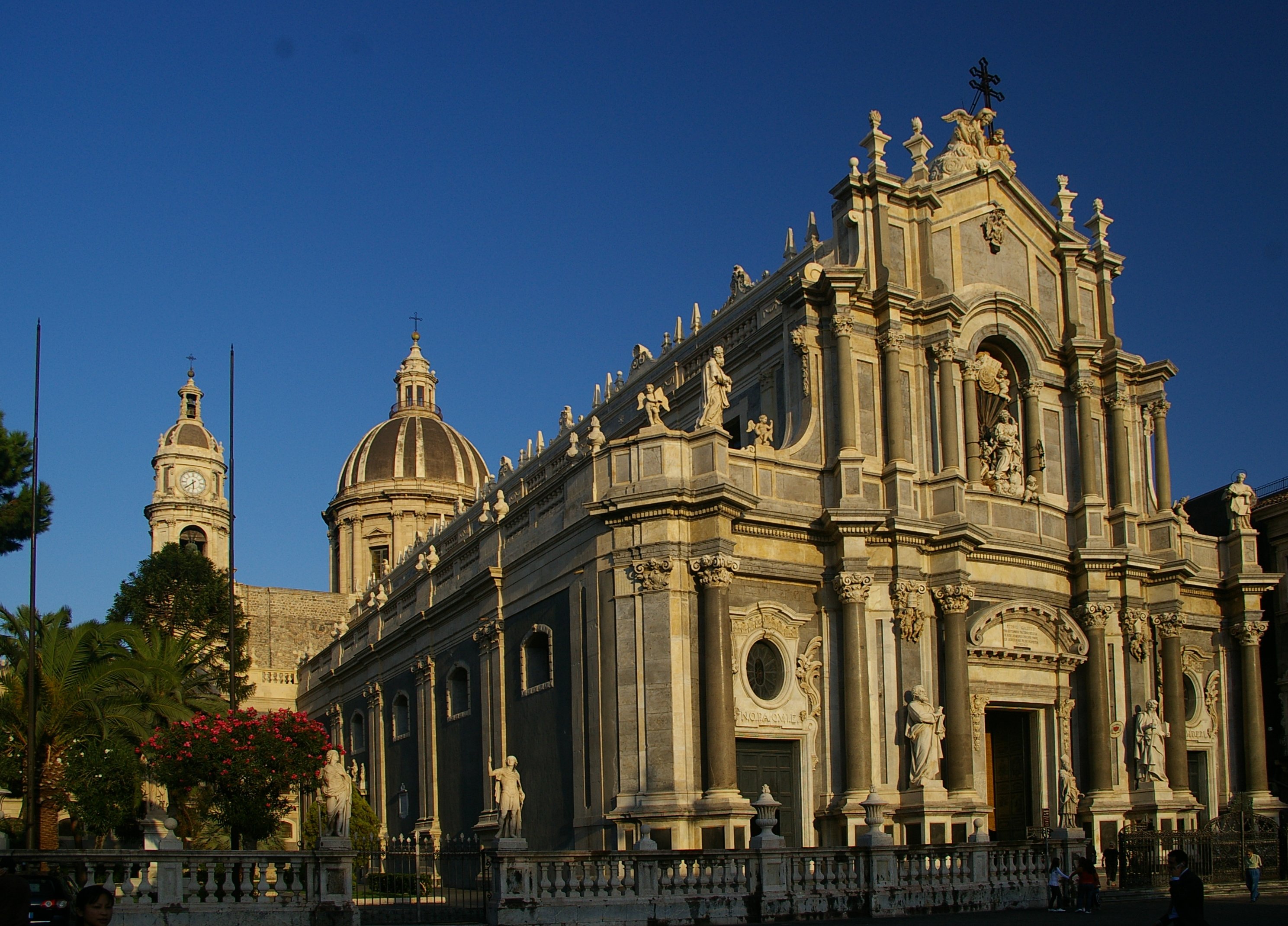
Basilica Cattedrale Di Sant'Agata
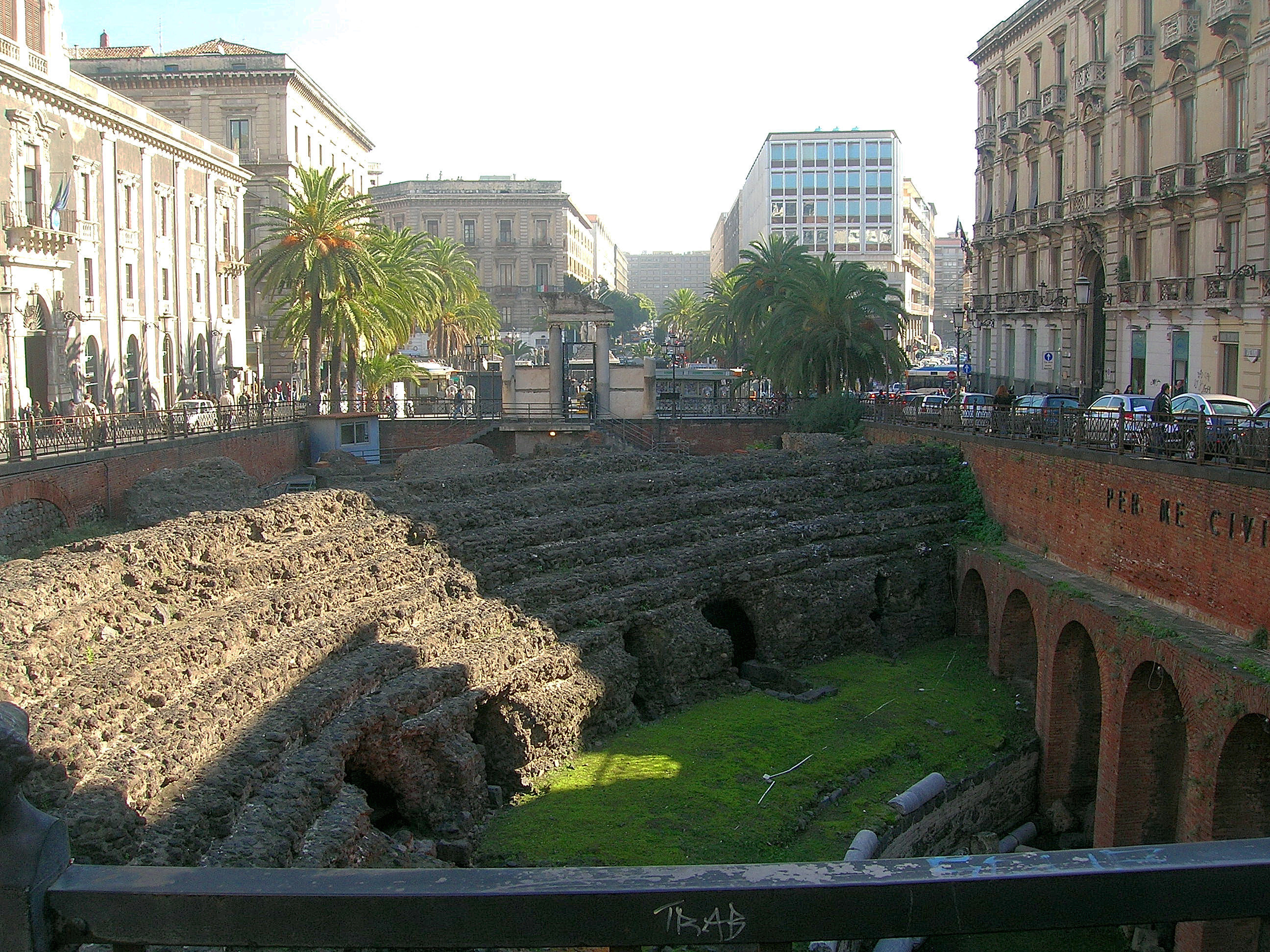
Ókori amfiteátrum romja a belvárosban
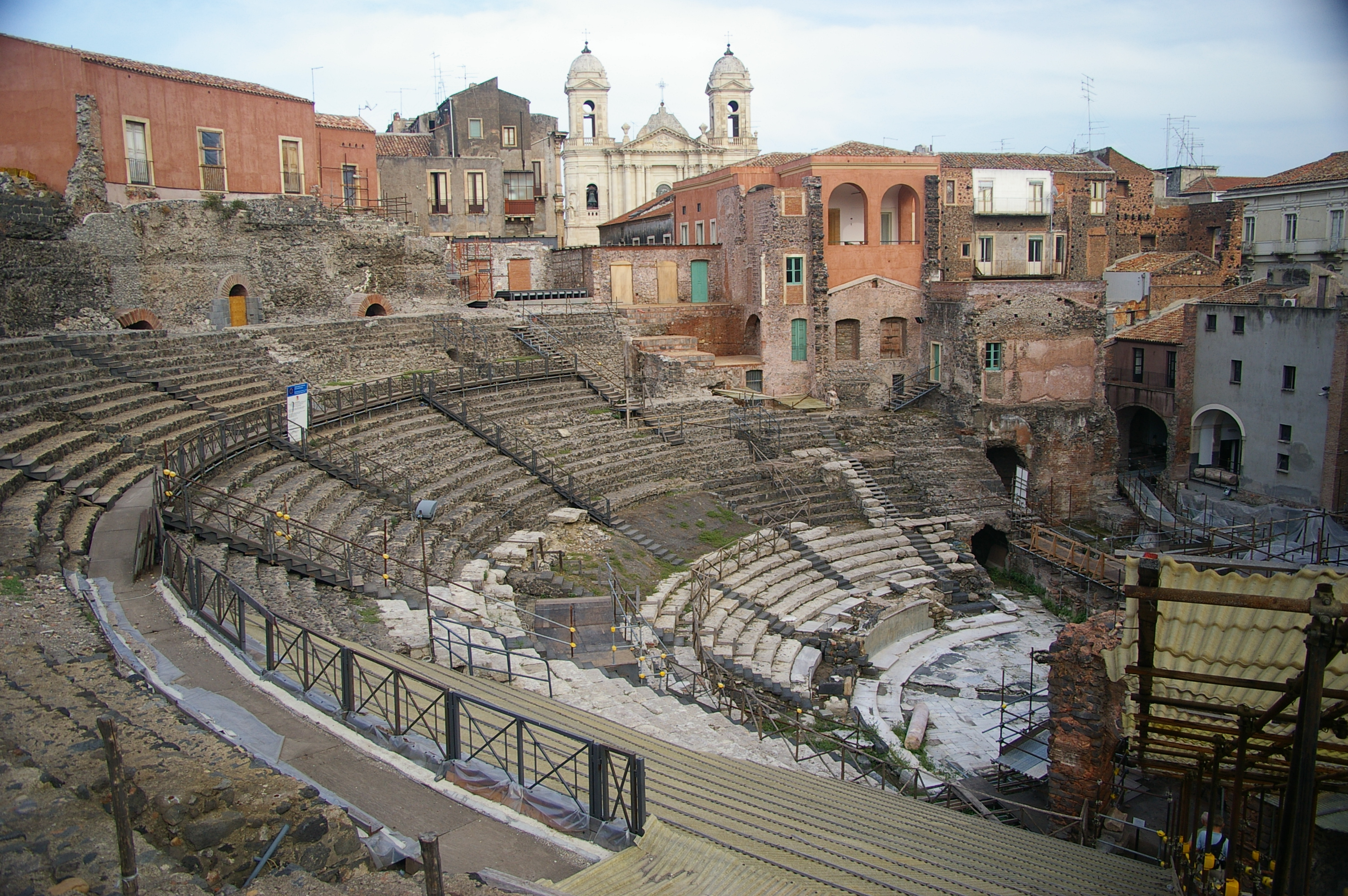
Ókori színház romjai
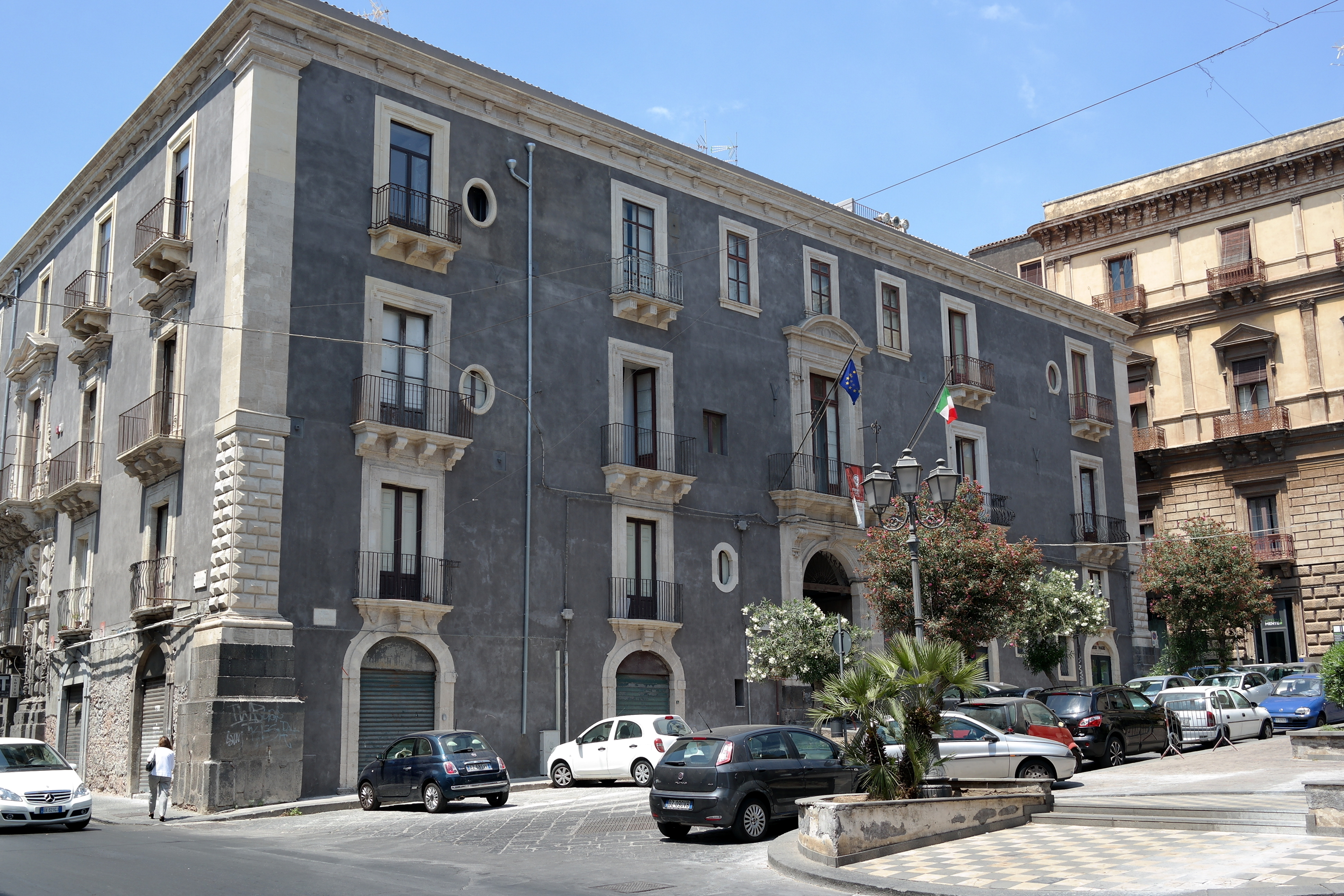
Palazzo Gravina Cruyllas
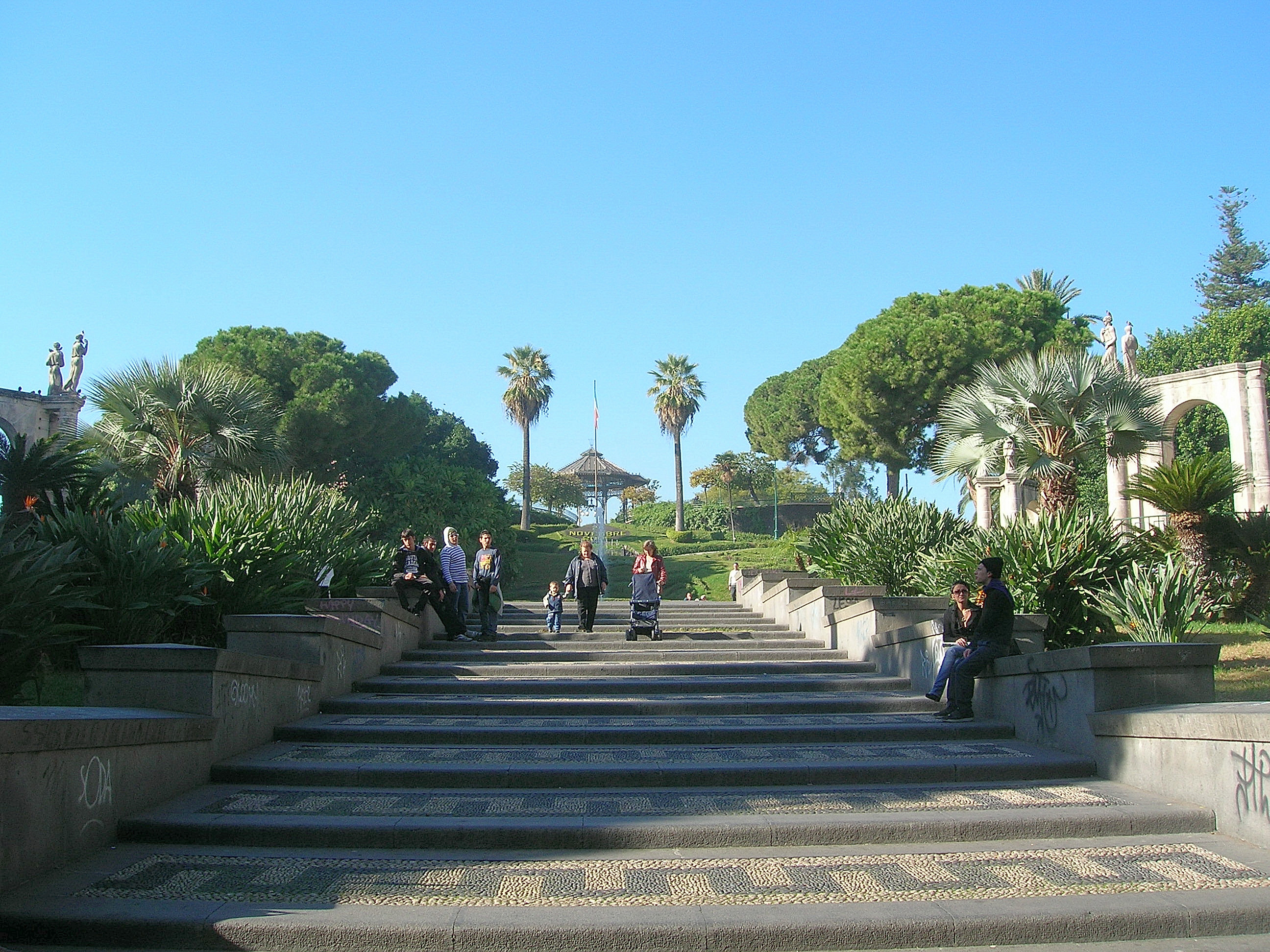
Bellini-kertek